# Хилл, Артур, 5-й маркиз Дауншир
Артур Уиллс Бланделл Трамбулл Сэндис Роден Хилл, 5-й маркиз Дауншир (англ. Arthur Wills Blundell Trumbull Sandys Roden Hill, 5th Marquess of Downshire; 24 декабря 1844 — 31 марта 1874) — англо-ирландский аристократ и землевладелец, носивший титул учтивости — граф Хиллсборо с 1845 по 1868 год. Он стал маркизом Даунширским в 1868 году после смерти своего отца. Он жил в семейном поместье Истемпстед-парк, на территории 5000 акров в Беркшире, и в замке Хиллсборо, на территории 115 000 акров в Хиллсборо, графство Даун.

## Биография
Родился 24 декабря 1844 года. Второй сын Артура Хилла, 4-го маркиза Дауншира (1812—1868), известного как «Большой маркиз», и достопочтенной Кэролайн Фрэнсис Стэплтон Коттон (1822—1893), старшая дочь Стэплтона Коттона, 1-го виконта Комбермира. Братом и сестрой 5-го маркиза Дауншира были леди Элис Мария Хилл (1842—1928), которая вышла замуж за Томаса Тейлора, графа Бектива, и полковник лорд Артур Уильям Хилл.(1846—1931).
26 июля 1870 года лорд Дауншир женился на Элизабет Джорджиане Балфур (? — 12 января 1919) , дочери полковника Джона Балфура из Балбирни (1811—1895) и леди Джорджиана Изабель (Кэмпбелл) Балфур (? — 1884). Их единственный ребенок был Артур Джон Веллингтон Трамбулл Бланделл Хилл (2 июля 1871 — 29 мая 1918), который стал 6-м маркизом Даунширом.
Он был капитаном Королевского южного полка милиции Дауна с 1862 года, корнетом и лейтенантом 1-го полка лейб-гвардии с 1866 года, корнетом в Йоменском полку Западного Сомерсета и заместителем лейтенанта графства Даун в 1872 году, а также потомственным констеблем форта Хиллсборо.
Артур Хилл и его отец сыграли важную роль в посадке крупных деревьев в парке их замка Хиллсборо.